# 3I/ATLAS

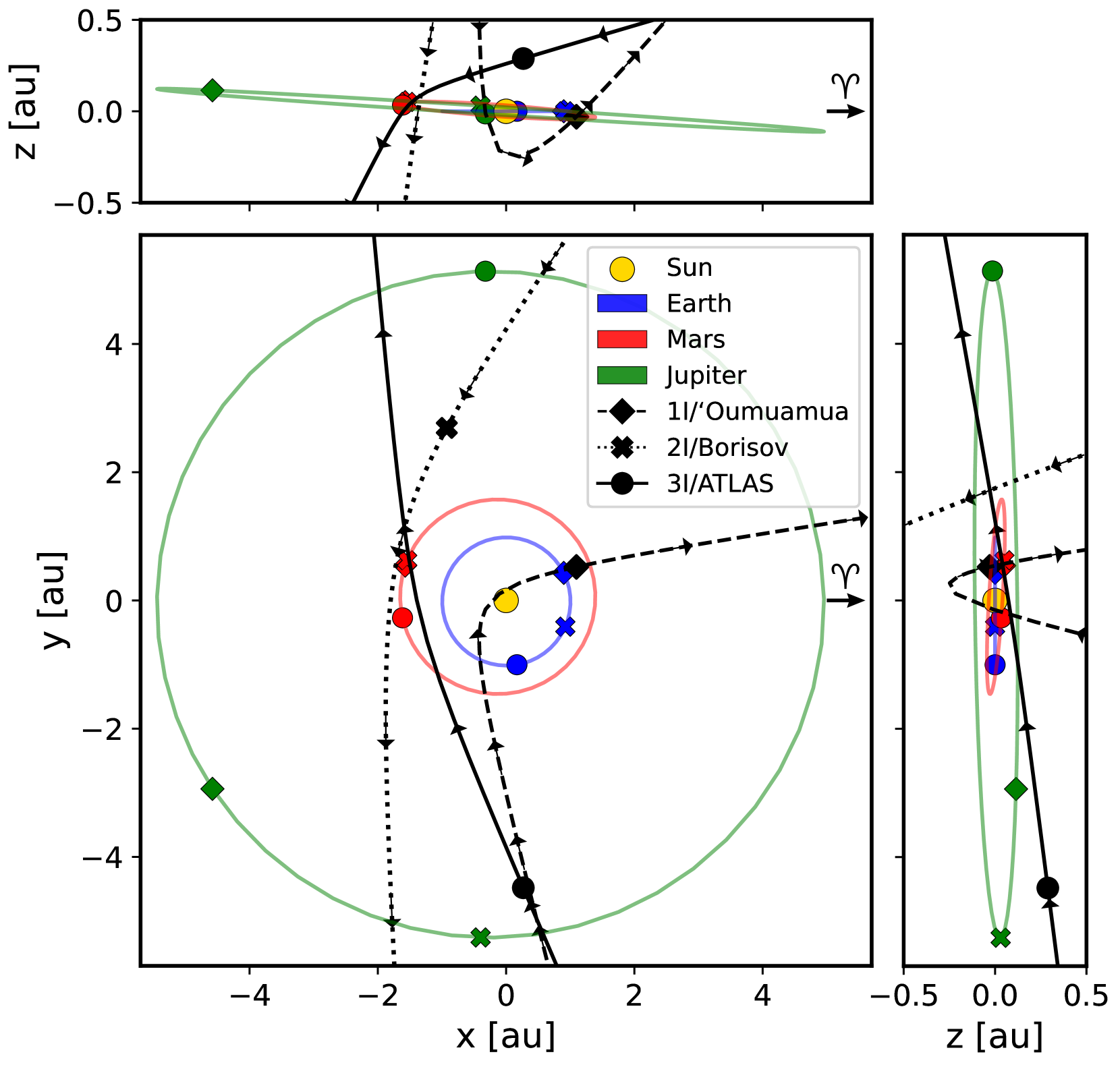
A csillagközi objektumok pályája

A 3I/ATLAS, más néven C/2025 N1 (ATLAS), korábban A11pl3Z, egy csillagközi üstökös, amelyet a chilei Río Hurtadóban található Asteroid Terrestrial-impact Last Alert System állomás fedezett fel 2025. július 1-jén, amikor 4,5 CsE (670 millió km) távolságra volt a Naptól és 61 km/s relatív sebességgel mozgott. Kötetlen, hiperbolikus pályát követ a Nap körül, a pálya excentricitása 6,30±0,15. Ez a harmadik csillagközi objektum, amelyről megerősítették, hogy áthalad a Naprendszeren, az 1I/’Oumuamua és a 2I/Borisov után.
A 3I/ATLAS magjának mérete bizonytalan, mivel egy aktív üstökösről van szó, amelyet egy fényvisszaverő porból álló burok vesz körül. Becslések szerint a 3I/ATLAS magjának átmérője kisebb lehet 24 km-nél, ami akkor lenne akkora, ha a megfigyelt fény teljes egészében a magból származna, és egyáltalán nem a kómából. A 3I/ATLAS 2025. október 29-én éri el a perihéliumot, a Naptól 1,38 ± 0,02 CsE (206,4 ± 3,0 millió km) távolságban. A Naptól távol az üstökös hiperbolikus többletsebessége ({\displaystyle v_{\infty }}) 58 km/s lesz a Naphoz képest.

## Fordítás
- Ez a szócikk részben vagy egészben  a(z)   3I/ATLAS című angol Wikipédia-szócikk ezen változatának fordításán alapul.  Az eredeti cikk szerkesztőit annak laptörténete sorolja fel. Ez a jelzés csupán a megfogalmazás eredetét és a szerzői jogokat jelzi, nem szolgál a cikkben szereplő információk forrásmegjelöléseként.